# Eleições presidenciais de 2016 em Loures

## Resultados oficiais
| Candidato               | Candidato                | Votos   | %               |
| ----------------------- | ------------------------ | ------- | --------------- |
|                         | Marcelo Rebelo de Sousa  | 38 791  | 43,78 / 100,00  |
|                         | António Sampaio da Nóvoa | 24 006  | 27,09 / 100,00  |
|                         | Marisa Matias            | 9 386   | 10,59 / 100,00  |
|                         | Edgar Silva              | 5 817   | 6,57 / 100,00   |
|                         | Maria de Belém Roseira   | 5 426   | 6,12 / 100,00   |
|                         | Vitorino Silva           | 2 237   | 2,52 / 100,00   |
|                         | Paulo de Morais          | 1 807   | 2,04 / 100,00   |
|                         | Henrique Neto            | 687     | 0,78 / 100,00   |
|                         | Jorge Sequeira           | 250     | 0,28 / 100,00   |
|                         | Cândido Ferreira         | 198     | 0,22 / 100,00   |
| Votos Inválidos         | Votos Inválidos          | 2 055   | 2,27 / 100,00   |
| Total                   | Total                    | 90 660  | 100,00 / 100,00 |
| Eleitorado/Participação | Eleitorado/Participação  | 165 587 | 54,75 / 100,00  |

## Resultados por Freguesia
Os resultados dos candidatos por freguesia foram os seguintes:
| Freguesia                                         | %     | %     | %     | %     | %    | %    | %    | %    | %    | %    | Votantes |
| Freguesia                                         | MRS   | ASN   | MM    | ES    | MBR  | VS   | PM   | HN   | JS   | CF   | Votantes |
| ------------------------------------------------- | ----- | ----- | ----- | ----- | ---- | ---- | ---- | ---- | ---- | ---- | -------- |
| Bucelas                                           | 38,31 | 28,28 | 12,04 | 7,83  | 6,85 | 3,28 | 1,91 | 0,88 | 0,39 | 0,24 | 2 085    |
| Camarate, Unhos e Apelação                        | 41,80 | 25,94 | 12,31 | 7,90  | 6,39 | 2,84 | 1,55 | 0,63 | 0,34 | 0,30 | 12 884   |
| Fanhões                                           | 44,86 | 23,90 | 8,81  | 8,24  | 8,56 | 1,79 | 2,69 | 0,73 | 0,16 | 0,24 | 1 250    |
| Loures                                            | 47,13 | 24,19 | 10,29 | 4,88  | 6,93 | 2,83 | 2,36 | 0,95 | 0,25 | 0,19 | 13 277   |
| Lousa                                             | 50,98 | 23,79 | 10,05 | 5,14  | 4,46 | 3,25 | 1,44 | 0,45 | 0,45 | 0    | 1 370    |
| Moscavide e Portela                               | 51,38 | 27,61 | 7,23  | 3,94  | 4,70 | 1,38 | 2,27 | 1,17 | 0,19 | 0,13 | 11 664   |
| Sacavém e Prior Velho                             | 41,90 | 29,91 | 9,86  | 7,14  | 5,86 | 2,20 | 1,94 | 0,73 | 0,28 | 0,19 | 10 800   |
| Santa Iria de Azoia, São João da Talha e Bobadela | 39,33 | 28,93 | 11,06 | 8,25  | 6,59 | 2,65 | 1,89 | 0,61 | 0,34 | 0,34 | 21 846   |
| Santo Antão e São Julião do Tojal                 | 40,07 | 25,45 | 10,65 | 10,82 | 7,13 | 3,29 | 1,48 | 0,74 | 0,20 | 0,17 | 3 608    |
| Santo António dos Cavaleiros e Frielas            | 45,75 | 26,15 | 12,16 | 4,45  | 5,21 | 2,65 | 2,54 | 0,71 | 0,24 | 0,13 | 11 876   |
| Loures                                            | 43,78 | 27,09 | 10,59 | 6,57  | 6,12 | 2,52 | 2,04 | 0,78 | 0,28 | 0,22 | 90 660   |

#### Bucelas
| Candidato               | Candidato                | Votos | %               |
| ----------------------- | ------------------------ | ----- | --------------- |
|                         | Marcelo Rebelo de Sousa  | 783   | 38,31 / 100,00  |
|                         | António Sampaio da Nóvoa | 578   | 28,28 / 100,00  |
|                         | Marisa Matias            | 246   | 12,04 / 100,00  |
|                         | Edgar Silva              | 160   | 7,83 / 100,00   |
|                         | Maria de Belém Roseira   | 140   | 6,85 / 100,00   |
|                         | Vitorino Silva           | 67    | 3,28 / 100,00   |
|                         | Paulo de Morais          | 39    | 1,91 / 100,00   |
|                         | Henrique Neto            | 18    | 0,88 / 100,00   |
|                         | Jorge Sequeira           | 8     | 0,39 / 100,00   |
|                         | Cândido Ferreira         | 5     | 0,24 / 100,00   |
| Votos Inválidos         | Votos Inválidos          | 41    | 1,97 / 100,00   |
| Total                   | Total                    | 2 085 | 100,00 / 100,00 |
| Eleitorado/Participação | Eleitorado/Participação  | 3 811 | 54,71 / 100,00  |

#### Camarate, Unhos e Apelação
| Candidato               | Candidato                | Votos  | %               |
| ----------------------- | ------------------------ | ------ | --------------- |
|                         | Marcelo Rebelo de Sousa  | 5 267  | 41,80 / 100,00  |
|                         | António Sampaio da Nóvoa | 3 268  | 25,94 / 100,00  |
|                         | Marisa Matias            | 1 551  | 12,31 / 100,00  |
|                         | Edgar Silva              | 995    | 7,90 / 100,00   |
|                         | Maria de Belém Roseira   | 805    | 6,39 / 100,00   |
|                         | Vitorino Silva           | 358    | 2,84 / 100,00   |
|                         | Paulo de Morais          | 195    | 1,55 / 100,00   |
|                         | Henrique Neto            | 80     | 0,63 / 100,00   |
|                         | Jorge Sequeira           | 43     | 0,34 / 100,00   |
|                         | Cândido Ferreira         | 38     | 0,30 / 100,00   |
| Votos Inválidos         | Votos Inválidos          | 284    | 2,20 / 100,00   |
| Total                   | Total                    | 12 884 | 100,00 / 100,00 |
| Eleitorado/Participação | Eleitorado/Participação  | 26 885 | 47,92 / 100,00  |

#### Fanhões
| Candidato               | Candidato                | Votos | %               |
| ----------------------- | ------------------------ | ----- | --------------- |
|                         | Marcelo Rebelo de Sousa  | 550   | 44,86 / 100,00  |
|                         | António Sampaio da Nóvoa | 293   | 23,90 / 100,00  |
|                         | Marisa Matias            | 108   | 8,81 / 100,00   |
|                         | Maria de Belém Roseira   | 105   | 8,56 / 100,00   |
|                         | Edgar Silva              | 101   | 8,24 / 100,00   |
|                         | Paulo de Morais          | 33    | 2,69 / 100,00   |
|                         | Vitorino Silva           | 22    | 1,79 / 100,00   |
|                         | Henrique Neto            | 9     | 0,73 / 100,00   |
|                         | Cândido Ferreira         | 3     | 0,24 / 100,00   |
|                         | Jorge Sequeira           | 2     | 0,16 / 100,00   |
| Votos Inválidos         | Votos Inválidos          | 24    | 1,92 / 100,00   |
| Total                   | Total                    | 1 250 | 100,00 / 100,00 |
| Eleitorado/Participação | Eleitorado/Participação  | 2 198 | 56,87 / 100,00  |

#### Loures
| Candidato               | Candidato                | Votos  | %               |
| ----------------------- | ------------------------ | ------ | --------------- |
|                         | Marcelo Rebelo de Sousa  | 6 111  | 47,13 / 100,00  |
|                         | António Sampaio da Nóvoa | 3 136  | 24,19 / 100,00  |
|                         | Marisa Matias            | 1 334  | 10,29 / 100,00  |
|                         | Maria de Belém Roseira   | 899    | 6,93 / 100,00   |
|                         | Edgar Silva              | 633    | 4,88 / 100,00   |
|                         | Vitorino Silva           | 367    | 2,83 / 100,00   |
|                         | Paulo de Morais          | 306    | 2,36 / 100,00   |
|                         | Henrique Neto            | 123    | 0,95 / 100,00   |
|                         | Jorge Sequeira           | 32     | 0,25 / 100,00   |
|                         | Cândido Ferreira         | 24     | 0,19 / 100,00   |
| Votos Inválidos         | Votos Inválidos          | 312    | 2,35 / 100,00   |
| Total                   | Total                    | 13 277 | 100,00 / 100,00 |
| Eleitorado/Participação | Eleitorado/Participação  | 23 727 | 55,96 / 100,00  |

#### Lousa
| Candidato               | Candidato                | Votos | %               |
| ----------------------- | ------------------------ | ----- | --------------- |
|                         | Marcelo Rebelo de Sousa  | 675   | 50,98 / 100,00  |
|                         | António Sampaio da Nóvoa | 315   | 23,79 / 100,00  |
|                         | Marisa Matias            | 133   | 10,05 / 100,00  |
|                         | Edgar Silva              | 68    | 5,14 / 100,00   |
|                         | Maria de Belém Roseira   | 59    | 4,46 / 100,00   |
|                         | Vitorino Silva           | 43    | 3,25 / 100,00   |
|                         | Paulo de Morais          | 19    | 1,44 / 100,00   |
|                         | Henrique Neto            | 6     | 0,45 / 100,00   |
|                         | Jorge Sequeira           | 6     | 0,45 / 100,00   |
|                         | Cândido Ferreira         | 0     | 0,00 / 100,00   |
| Votos Inválidos         | Votos Inválidos          | 46    | 3,36 / 100,00   |
| Total                   | Total                    | 1 370 | 100,00 / 100,00 |
| Eleitorado/Participação | Eleitorado/Participação  | 2 655 | 51,60 / 100,00  |

#### Moscavide e Portela
| Candidato               | Candidato                | Votos  | %               |
| ----------------------- | ------------------------ | ------ | --------------- |
|                         | Marcelo Rebelo de Sousa  | 5 861  | 51,38 / 100,00  |
|                         | António Sampaio da Nóvoa | 3 150  | 27,61 / 100,00  |
|                         | Marisa Matias            | 825    | 7,23 / 100,00   |
|                         | Maria de Belém Roseira   | 536    | 4,70 / 100,00   |
|                         | Edgar Silva              | 449    | 3,94 / 100,00   |
|                         | Paulo de Morais          | 259    | 2,27 / 100,00   |
|                         | Vitorino Silva           | 157    | 1,38 / 100,00   |
|                         | Henrique Neto            | 134    | 1,17 / 100,00   |
|                         | Jorge Sequeira           | 22     | 0,19 / 100,00   |
|                         | Cândido Ferreira         | 15     | 0,13 / 100,00   |
| Votos Inválidos         | Votos Inválidos          | 256    | 2,19 / 100,00   |
| Total                   | Total                    | 11 664 | 100,00 / 100,00 |
| Eleitorado/Participação | Eleitorado/Participação  | 19 274 | 60,52 / 100,00  |

#### Sacavém e Prior Velho
| Candidato               | Candidato                | Votos  | %               |
| ----------------------- | ------------------------ | ------ | --------------- |
|                         | Marcelo Rebelo de Sousa  | 4 422  | 41,90 / 100,00  |
|                         | António Sampaio da Nóvoa | 3 156  | 29,91 / 100,00  |
|                         | Marisa Matias            | 1 040  | 9,86 / 100,00   |
|                         | Edgar Silva              | 753    | 7,14 / 100,00   |
|                         | Maria de Belém Roseira   | 618    | 5,86 / 100,00   |
|                         | Vitorino Silva           | 232    | 2,20 / 100,00   |
|                         | Paulo de Morais          | 205    | 1,94 / 100,00   |
|                         | Henrique Neto            | 77     | 0,73 / 100,00   |
|                         | Jorge Sequeira           | 30     | 0,28 / 100,00   |
|                         | Cândido Ferreira         | 20     | 0,19 / 100,00   |
| Votos Inválidos         | Votos Inválidos          | 247    | 2,28 / 100,00   |
| Total                   | Total                    | 10 800 | 100,00 / 100,00 |
| Eleitorado/Participação | Eleitorado/Participação  | 19 462 | 55,49 / 100,00  |

#### Santa Iria de Azoia, São João da Talha e Bobadela
| Candidato               | Candidato                | Votos  | %               |
| ----------------------- | ------------------------ | ------ | --------------- |
|                         | Marcelo Rebelo de Sousa  | 8 386  | 39,33 / 100,00  |
|                         | António Sampaio da Nóvoa | 6 170  | 28,93 / 100,00  |
|                         | Marisa Matias            | 2 359  | 11,06 / 100,00  |
|                         | Edgar Silva              | 1 759  | 8,25 / 100,00   |
|                         | Maria de Belém Roseira   | 1 406  | 6,59 / 100,00   |
|                         | Vitorino Silva           | 566    | 2,65 / 100,00   |
|                         | Paulo de Morais          | 403    | 1,89 / 100,00   |
|                         | Henrique Neto            | 131    | 0,61 / 100,00   |
|                         | Jorge Sequeira           | 72     | 0,34 / 100,00   |
|                         | Cândido Ferreira         | 72     | 0,34 / 100,00   |
| Votos Inválidos         | Votos Inválidos          | 522    | 2,39 / 100,00   |
| Total                   | Total                    | 21 846 | 100,00 / 100,00 |
| Eleitorado/Participação | Eleitorado/Participação  | 36 895 | 59,21 / 100,00  |

#### Santo Antão e São Julião do Tojal
| Candidato               | Candidato                | Votos | %               |
| ----------------------- | ------------------------ | ----- | --------------- |
|                         | Marcelo Rebelo de Sousa  | 1 411 | 40,07 / 100,00  |
|                         | António Sampaio da Nóvoa | 896   | 25,45 / 100,00  |
|                         | Edgar Silva              | 381   | 10,82 / 100,00  |
|                         | Marisa Matias            | 375   | 10,65 / 100,00  |
|                         | Maria de Belém Roseira   | 251   | 7,13 / 100,00   |
|                         | Vitorino Silva           | 116   | 3,29 / 100,00   |
|                         | Paulo de Morais          | 52    | 1,48 / 100,00   |
|                         | Henrique Neto            | 26    | 0,74 / 100,00   |
|                         | Jorge Sequeira           | 7     | 0,20 / 100,00   |
|                         | Cândido Ferreira         | 6     | 0,17 / 100,00   |
| Votos Inválidos         | Votos Inválidos          | 87    | 2,41 / 100,00   |
| Total                   | Total                    | 3 608 | 100,00 / 100,00 |
| Eleitorado/Participação | Eleitorado/Participação  | 6 473 | 55,74 / 100,00  |

#### Santo António dos Cavaleiros e Frielas
| Candidato               | Candidato                | Votos  | %               |
| ----------------------- | ------------------------ | ------ | --------------- |
|                         | Marcelo Rebelo de Sousa  | 5 325  | 45,75 / 100,00  |
|                         | António Sampaio da Nóvoa | 3 044  | 26,15 / 100,00  |
|                         | Marisa Matias            | 1 415  | 12,16 / 100,00  |
|                         | Edgar Silva              | 607    | 5,21 / 100,00   |
|                         | Maria de Belém Roseira   | 518    | 4,45 / 100,00   |
|                         | Vitorino Silva           | 309    | 2,65 / 100,00   |
|                         | Paulo de Morais          | 296    | 2,54 / 100,00   |
|                         | Henrique Neto            | 83     | 0,71 / 100,00   |
|                         | Jorge Sequeira           | 28     | 0,24 / 100,00   |
|                         | Cândido Ferreira         | 15     | 0,13 / 100,00   |
| Votos Inválidos         | Votos Inválidos          | 236    | 1,98 / 100,00   |
| Total                   | Total                    | 11 876 | 100,00 / 100,00 |
| Eleitorado/Participação | Eleitorado/Participação  | 24 207 | 49,06 / 100,00  |